# Klein-meetkunde
In de differentiaalmeetkunde, een deelgebied van de wiskunde, is een klein-meetkunde een meetkunde op een homogene ruimte {\displaystyle X} met een transitieve bewerking op {\displaystyle X} door een lie-groep {\displaystyle G} die als de symmetriegroep van de meetkunde fungeert. De klein-meetkunde werd door de Duitse wiskundige Felix Klein in het kader van zijn invloedrijke Erlanger Programm geïntroduceerd. 